# Uranopoli
Uranoupoli, sau Ouranopoli, (în greacă Ουρανούπολη) este o localitate situată în nordul Greciei, pe teritoriul municipalității Stagira-Akanthos, în Calcidica.

## Istorie
Uranopolis de azi este antica cetate Ouranoúpolis (Ουρανούπολις) fondată în anul 315 î.Hr. de Alexarchos și fratele său Cassandru, fii ai generalului Antipater.
Din Evul Mediu, până în a doua jumătate a deceniului al treilea al secolului al douăzecilea, localitatea a purtat denumirea de „Prosphorion”.
La câțiva kilometri spre nord-vest de Uranopoli, între localitățile Nea Roda și Tripiti, armata lui Xerxes a săpat un canal, „Canalul lui Xerxes”, pentru a permite navelor flotei persane să treacă, fără pierderi, de vârful plin de primejdii al Muntelui Athos. Urmele canalului sunt vizibile și în zilele noastre.
Se spune că Sfânta Fecioară Maria și Sfântul Ioan au avut un naufragiu la poalele acestui munte și în onoarea Fecioarei Maria, de atunci, nu mai este permis accesul altor femei pe Muntele Athos.

## Descriere
Satul Uranoupoli este situat pe coastă, în partea de nord-vest, la începutul peninsulei Athos, care este o parte a peninsulei mai mari Halkidiki. Uranopoli este ultima localitate înainte de linia de demarcație cu republica monahală a Muntelui Athos (Sfântul Munte).
Orașul Salonic se află la aproximativ 140 km de aici.
Astăzi, Uranopoli este un localitate balneară foarte căutată de turiști, dar și, mai ales, de numeroși pelerini (circa 30.000 pe an, dintre care 10 % străini), care vor să viziteze republica monastică a Muntelui Athos, care se află în apropiere. La Uranopoli se poate obține de la autoritățile monastice actul denumit Diamonitirion, care atestă permisiunea de acces pe Sfântul Munte și de cazare în mănăstirile de acolo, pe durata pelerinajului.
Accesul pe cale terestră pe teritoriul Republicii Autonome a Sfântului Munte nu este permis. Feribotul, care este unicul mijloc de acces în republica athonită, pleacă în fiecare dimineață din port, aflat lângă Turnul Bizantin Prosphori, datând din secolul al XII-lea, și face circa două ore pentru a ajunge la Dafni, portul „Sfântului Munte”, situat la vreo 25 km mai la sud. Uranopoli este ultima localitate înainte de frontiera cu teritoriul autonom al Muntelui Athos. Din același port, pleacă, de două - trei ori pe zi, vapoare de croazieră cu pelerini / turiști care pot vedea coasta peninsulei Athos, de la distanța de cca 500 de metri. Croaziera durează circa 4 ore și costă cca 15 euro de persoană.
De la Tripiti, pleacă și un bac cu destinația insula Ammoulianí, singura insulă din Calcidica, situată în largul localității Ouranopoli.
Legături există și cu autocarul spre alte localități ale Peninsulei Calcidice și spre Salonic.

### Clima
Deoarece Halkidiki este situaă în regiunea mediteraneană, zona subtropicală, vara și iarna sunt foate diferite. Verile sunt fierbinti și uscate. În contrast, iernile sunt blânde și rareori cu precipitații. Vara, temperaturile oscilează în jurul valorii de 30 °C, iar iarna, la doar 12 °C.
Frecvent, pe străzile Uranopolisului întâlnești leandri, portocali și alte plante specifice mediteraneene.

## Galerie de imagini

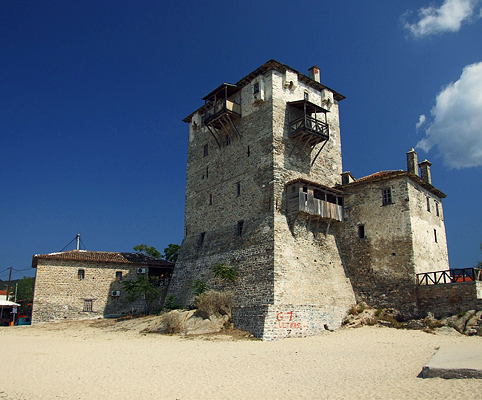
Turnul bizantin Prosphori, din Uranopoli
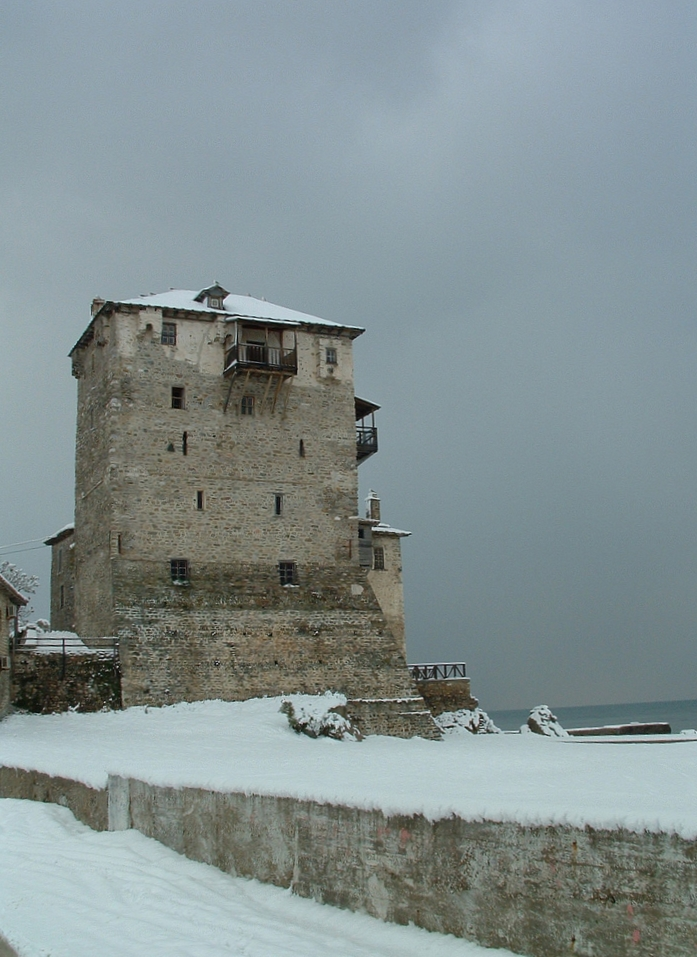
Turnul bizantin Prosphori sub zăpadă
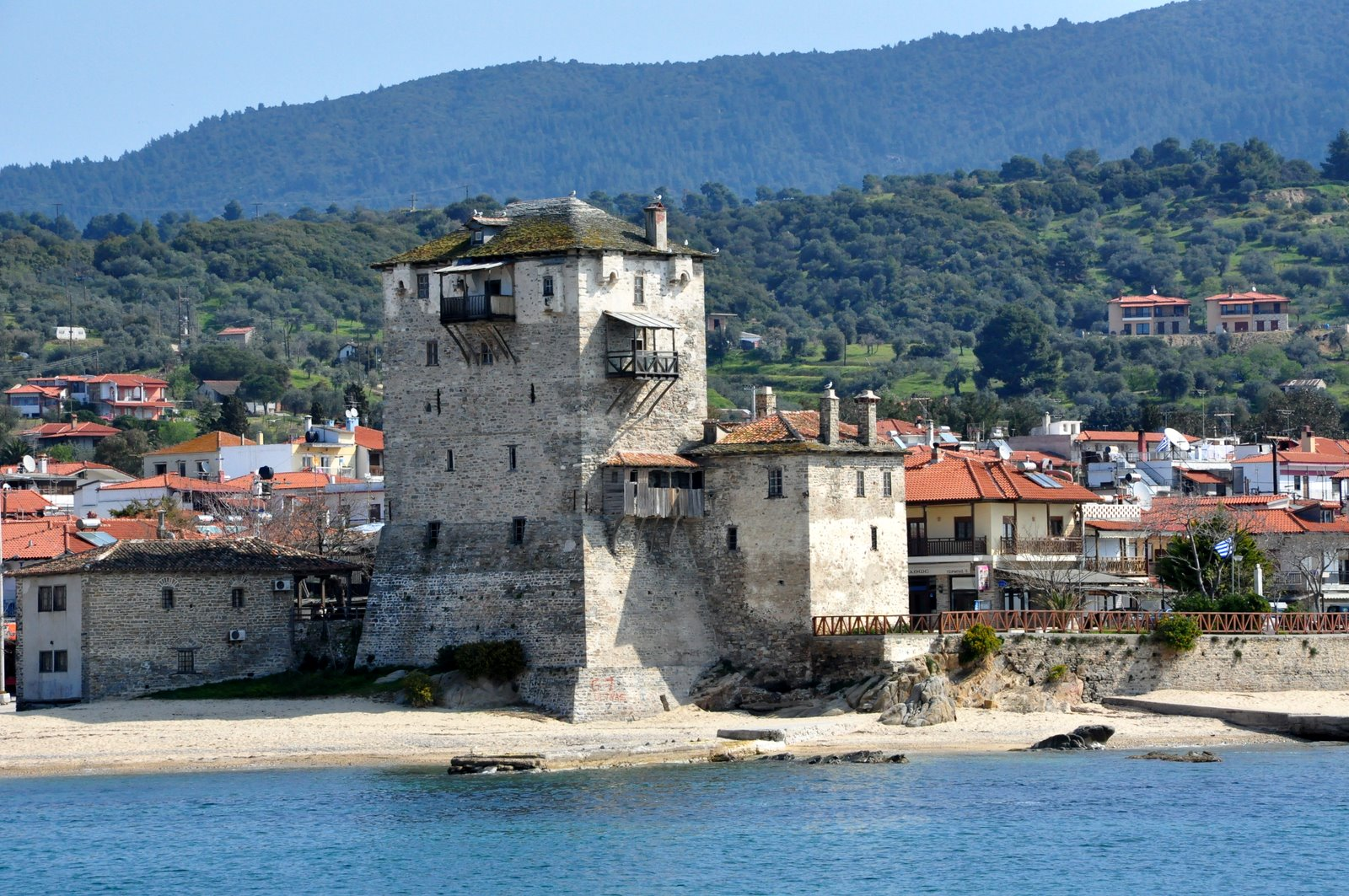
Turnul bizantin din port
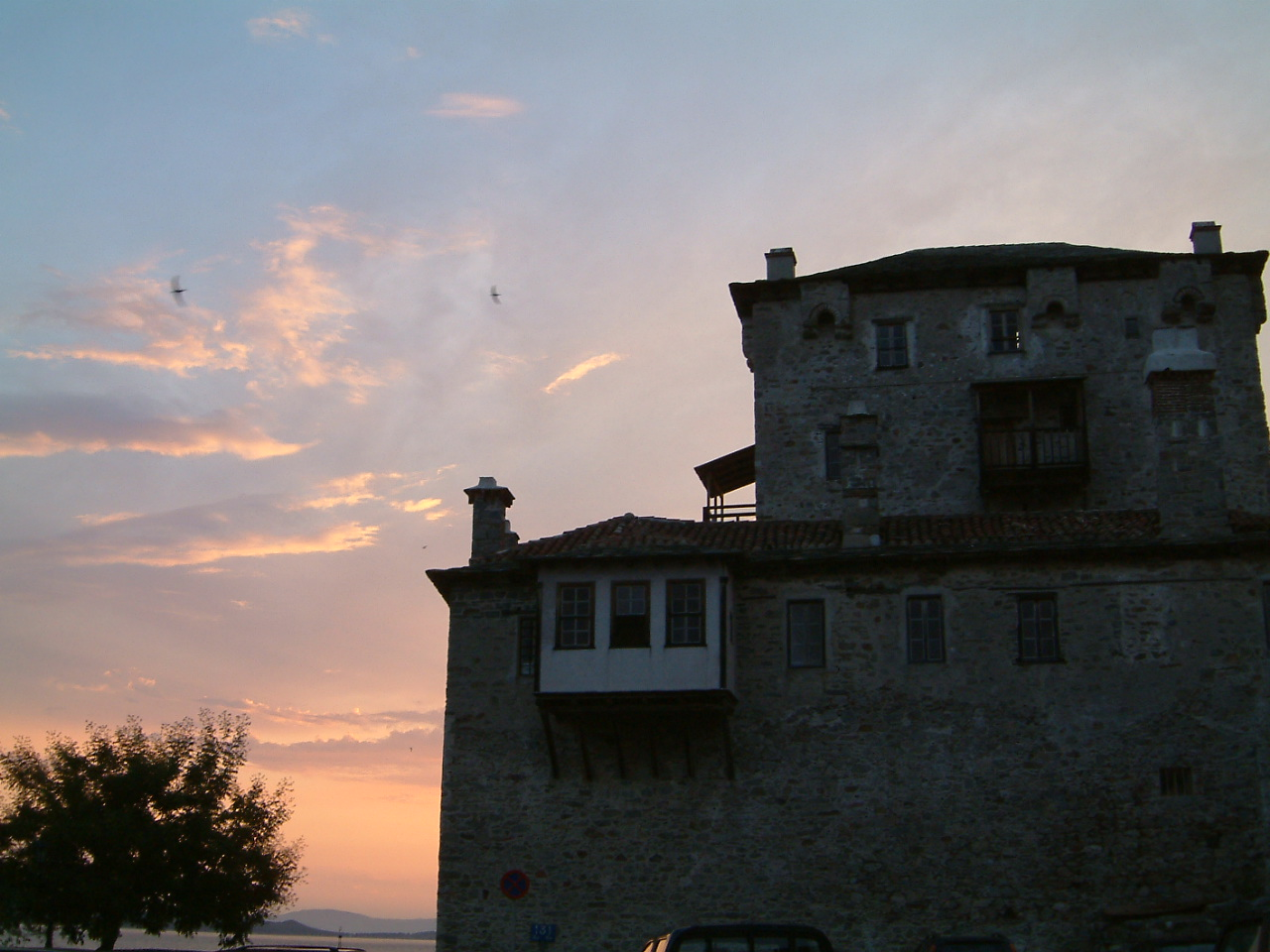
Turnul bizantin din port
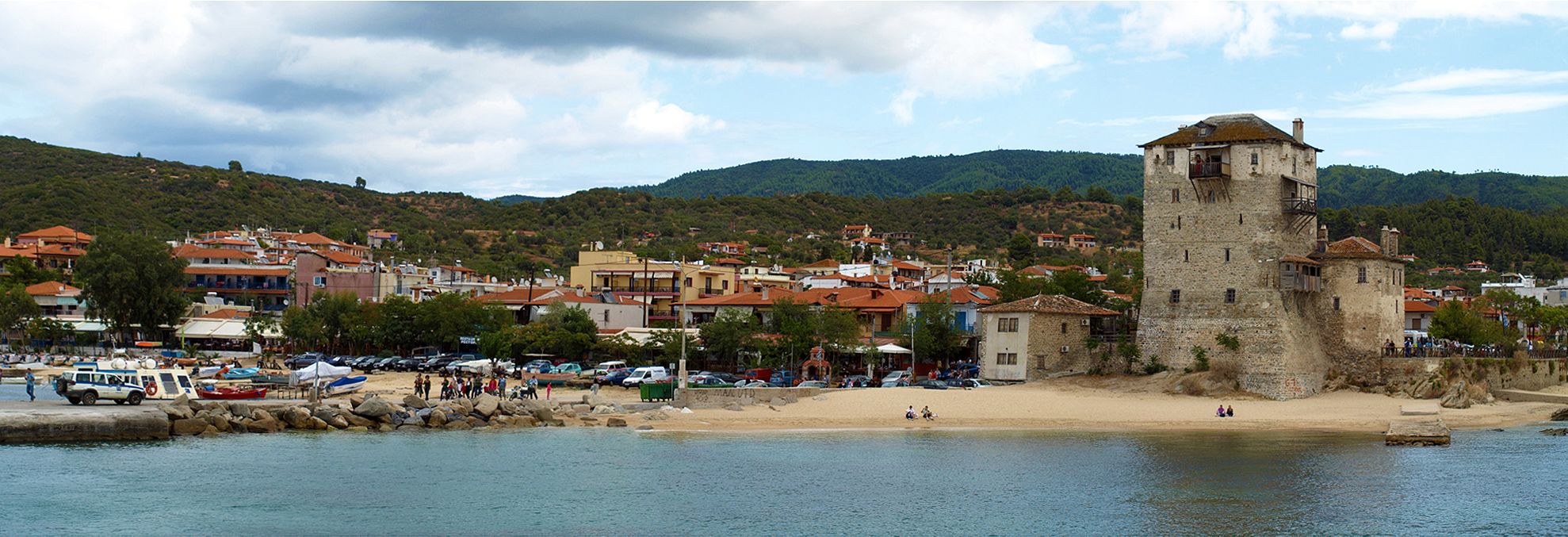
Vedere panoramică a localității Uranopoli, dinspre mare
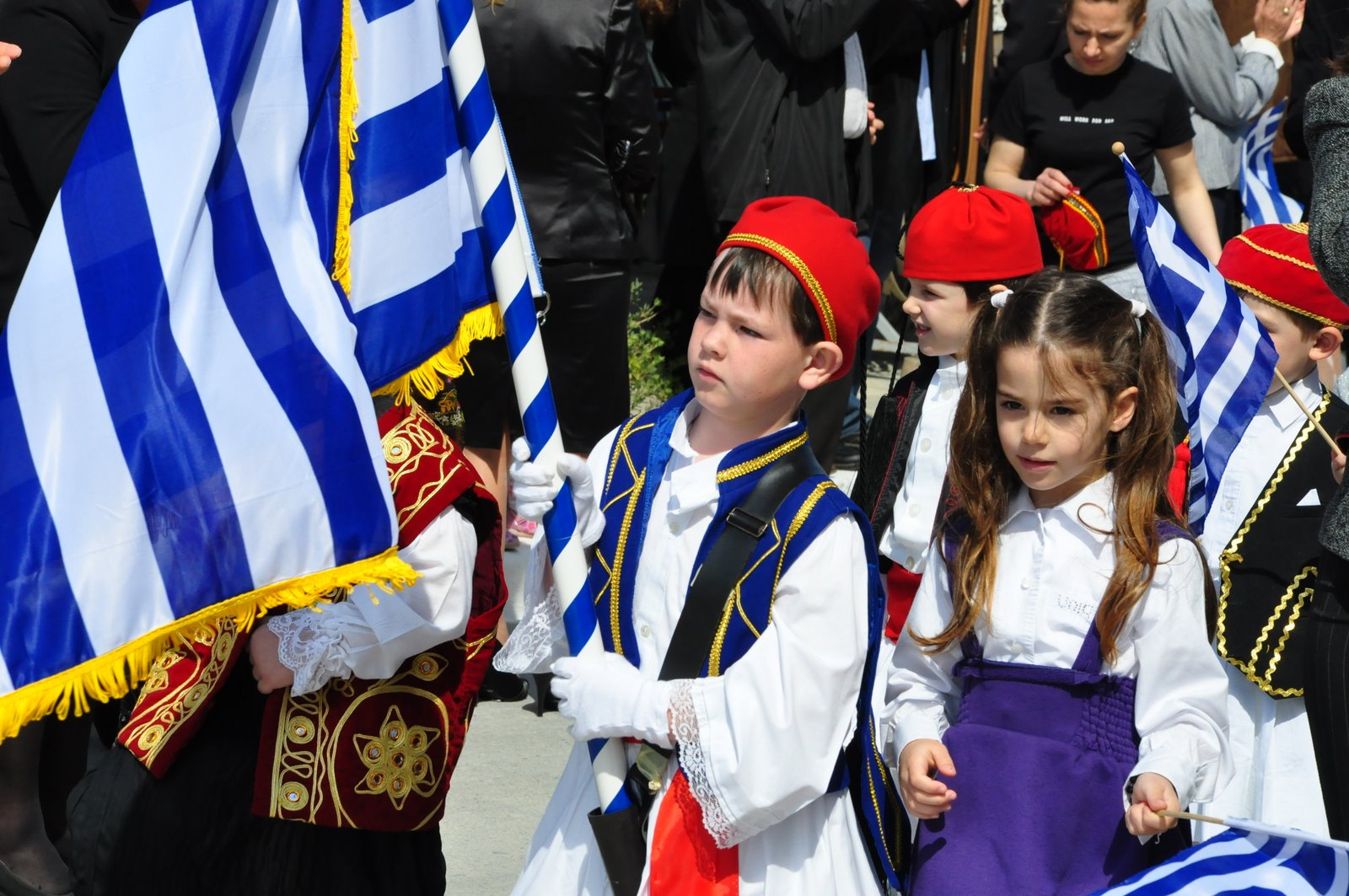
Paradă a copiilor din Uranopoli, la 25 martie, Ziua Independenței Greciei

## Localități înfrățite
- Orehovo-Zuevo, Federația Rusă